# Aitkin Township
Die Aitkin Township ist eine von 40 Townships im Aitkin County im US-amerikanischen Bundesstaat Minnesota. Das U.S. Census Bureau hat bei der Volkszählung 2020 eine Einwohnerzahl von 910 ermittelt.

## Geografie
Die Aitkin Township liegt im nordöstlichen Zentrum von Minnesota, wird vom oberen Mississippi durchflossen und liegt auf 46°32′21″ nördlicher Breite und 93°45′43″ westlicher Länge. Die Township erstreckt sich über 89,9 km², die sich auf 84,1 km² Land- und 5,9 km² Wasserfläche verteilen.  
Die Grenze zu Wisconsin liegt rund 130 km westlich; die Grenze zu Kanada befindet sich rund 280 km nördlich der Township. Der Obere See befindet sich rund 150 km westlich und die Twin Cities liegen rund 200 km im Süden.
Die Aitkin Township liegt im Westen des Aitkin County und grenzt nördlich an unorganisiertes Gebiet. Im Südosten der Aitkin Township umschließt diese fast vollständig die Stadt Aitkin, die keiner Township angehört. Im Westen, Nordwesten und Südwesten grenzt das Crow Wing County an. Die Township grenzt im Nordosten an die Morrison, im Osten an die Spencer und im Süden an die Farm Island Township.

## Verkehr
Durch den äußersten Südosten des Gebiets der Aitkin Township führt der U.S. Highway 169, die südliche Ausfallstraße der Stadt Aitkin. Die westliche Ausfallstraße von Aitkin wird von der Minnesota State Route 210 gebildet, die durch den gesamten Süden der Township verläuft. Alle weiteren Straßen sind County Roads oder weiter untergeordnete und teilweise unbefestigte Fahrwege.
Parallel zur MN 210 verläuft eine Eisenbahnlinie der BNSF Railway.
Der nächstgelegene Großflughafen ist der rund 230 km südlich gelegene Minneapolis-Saint Paul International Airport.

## Demografische Daten
Nach der Volkszählung im Jahr 2010 lebten in der Aitkin Township 856 Menschen in 353 Haushalten. Die Bevölkerungsdichte betrug 10,2 Einwohner pro Quadratkilometer. In den 353 Haushalten lebten statistisch je 2,37 Personen. 
Ethnisch betrachtet setzte sich die Bevölkerung zusammen aus 98,1 Prozent Weißen sowie 0,5 Prozent amerikanischen Ureinwohnern; 1,4 Prozent stammten von zwei oder mehr Ethnien ab. Unabhängig von der ethnischen Zugehörigkeit waren 1,4 Prozent der Bevölkerung spanischer oder lateinamerikanischer Abstammung. 
22,2 Prozent der Bevölkerung waren unter 18 Jahre alt, 56,3 Prozent waren zwischen 18 und 64 und 21,5 Prozent waren 65 Jahre oder älter. 48,9 Prozent der Bevölkerung war weiblich.
Das mittlere jährliche Einkommen eines Haushalts lag bei 56.100 USD. Das Pro-Kopf-Einkommen betrug 33.734 USD. 9,3 Prozent der Einwohner lebten unterhalb der Armutsgrenze.

## Ortschaften
Neben Streubesiedlung existieren in der Aitkin Township keine weiteren Siedlungen.